# Tautoméria
A tautoméria a szerkezeti, más néven konstitúciós izoméria egyik fajtája. Két izomer vegyület tautomer is egyben, ha köztük dinamikus egyensúly jön létre. Ez azt jelenti, hogy a két vegyület szabadon átalakulhat egymásba, így normál körülmények között együtt vannak jelen. Az átalakulási folyamatot tautomerizációnak nevezzük. Gyakran egyszerűen tautomériának nevezzük annak leggyakoribb típusát, a prototrópiát.
A tautoméria elnevezés a görög tayto (ταὐτό = ugyanaz) és merosz (μέρος = rész) szó összetételéből származik.

## Típusai

### Prototrópia
A tautoméria leggyakoribb formája az ún. prototrópia. A prototróp tautomer vegyületek egy hidrogénion és egy kettős kötés helyzetében különböznek egymástól. A prototrópia azonban nem egyszerűen molekulán belüli protoneltolódást jelent, a protonledobás és -felvétel ugyanis egymástól elkülönülten megy végbe. Ennek az a következménye, hogy az egyik molekula által ledobott protont akár egy másik molekula is felveheti, de a folyamatban akár az oldószer molekulái is részt vehetnek, így a molekulák és az oldószer között is protoncsere lehetséges, melyet izotópos kísérletekkel ki is mutattak. Prototróp tautoméria az oxo-enol, a laktim-laktám, a gyűrű-lánc, az imin-enamin, a nitro-acinitro és a nitrozo-oxim izoméria. Mivel a prototrópia a tautoméria legelterjedtebb formája, ezért gyakori, hogy a tautoméria kifejezés alatt prototrópiát értenek.
Példák prototrópiára: